# Universitat Bar-Ilan
La Universitat Bar-Ilan (en hebreu: אוניברסיטת בר-אילן) és una universitat situada a Ramat Gan, Israel. Va ser establerta l'any 1955, avui és la segona major institució universitària israeliana. Té prop de 26,800 estudiants (inclosos 9,000 de diferents col·legis regionals afiliats) i un cos docent de 1.350 membres. Compta amb sis facultats: ciències exactes, ciències socials, ciències de la vida, humanitats, estudis jueus, i lleis.